# Station Silkeborg
Station Silkeborg is een station in Silkeborg, Denemarken en ligt aan de lijn Skanderborg - Skjern. Voorheen was Silkeborg een knooppunt en lag het ook aan de lijnen Horsens - Silkeborg, Langå - Bramming en Rødkærsbro - Silkeborg.